# Bænkemad
Bænkemad er en form for mobning, en slags tortur der udøves i skolegården, hvor offeret anbringes siddende eller liggende på en bænk, holdes fast i arme og ben og udsættes for diverse pinsler, som napning, begmand, hestebid og andet. Ofte gives det indbyrdes mellem drenge. Her er det ikke ualmindeligt, at det gives mellem venner "for sjov," men det kan også gives for alvor. Når det gives fra drenge til piger erstattes de smertefremkaldende handlinger ofte med at man kilder offeret.
Søren Kragh-Jacobsen nævner det på en sang fra pladen Tur-Retur fra 1977, hvor han siger, at han altid fik bænkemad af de andre.
Bænkemad kaldes også for bænkenas.
| Skole | Spire Denne artikel om en skole, en uddannelsesinstitution eller uddannelse er en spire som bør udbygges. Du er velkommen til at hjælpe Wikipedia ved at udvide den. |